# Новоселовка (Тараклийски район)
Новоселовка (на молдовски: Novosiolovca) е село, разположено в Тараклийски район, Молдова.

## История
Българите в селото са преселници от село Памукчии, днес разположено в Североизточна България.

## География
Селото е разположено в историко-географската област Буджак. През него от север на юг преминава река Ялпуг.

## Население
Населението на селото през 2004 година е 1289 души, от тях:
- 568 – българи (44,06 %)
- 281 – гагаузи (21,80 %) – тюркоезични българи
- 178 – руснаци (13,81 %)
- 153 – молдовци (11,87 %)
- 76 – украинци (5,89 %)
- 19 – цигани (1,47 %)
- 5 – поляци (0,38 %)
- 1 – румънци (0,07 %)
- 8 – други националности или неопределени (0,62 %)